# István Balsai
István Balsai (ur. 5 kwietnia 1947 w Miszkolcu, zm. 1 marca 2020) – węgierski polityk i prawnik, długoletni deputowany, poseł do Parlamentu Europejskiego V kadencji (2004), w latach 1990–1994 minister sprawiedliwości, sędzia Trybunału Konstytucyjnego.

## Życiorys
W 1972 ukończył studia prawnicze na Uniwersytecie im. Loránda Eötvösa w Budapeszcie. Od pierwszej połowy lat 70. praktykował jako adwokat w ramach stołecznej palestry.
Od końca lat 80. działacz Węgierskiego Forum Demokratycznego, wchodził w skład władz krajowych tej partii. W 1990 po raz pierwszy z ramienia MDF uzyskał mandat posła do Zgromadzenia Narodowego, następnie był wybierany ponownie w latach 1994, 1998 i 2002. W latach 1990–1994 sprawował urząd ministra sprawiedliwości. Od 2003 pełnił funkcję obserwatora w Parlamencie Europejskim, od maja do lipca 2004 sprawował mandat eurodeputowanego V kadencji w ramach delegacji krajowej.
W 2004 opuścił MDF, w 2005 dołączył do Fideszu. Z jego ramienia w 2006 i 2010 ponownie był wybierany w skład Zgromadzenia Narodowego. W 2011 objął obowiązki sędziego Trybunału Konstytucyjnego.